# Аяко Соно
Аяко Соно (яп. 曽野 綾子 Соно Аяко, 17 сентября 1931, Токио, Япония — 28 февраля 2025, Токио, Япония) — японская писательница и общественный деятель. Наряду с Сюсаку Эндо, своим супругом Сюмон Миура и другими послевоенными авторами, представитель японской христианской литературы. Автор более 40 романов и эссе, переведённых на многие языки мира. Удостоена награды Ватикана (1979). Фамилия также пишется иероглифами «曾野». Настоящее имя — Тидзуко Миура (яп. 三浦 知壽子). В девичестве — Тидзуко Матида (яп. 町田 知壽子). Имя, данное при крещении по католическому обряду — Мария Элизабет. Выпускница филологического факультета (отделение английского языка) женского католического университета Святейшего Сердца Иисуса.
Была другом Альберто Фухимори, который остановился в её доме после изгнания из Перу.
На русский язык из работ Соно переведены новелла «Заморские гости» (1954) и роман «Синева небес» (яп. 天上の青) (1990).
Умерла 28 февраля 2025 года в возрасте 93 лет в больнице в Токио.

## Сочинения (на русском языке)
| Год  | Библиографическая информация |
| ---- | --- |
| 1980 | Соно А. Заморские гости. Пер. с яп. И. Львовой // Современная японская новелла 1945-1978. — М.: Художественная литература, 1980. — С. 117—150. |
| 2006 | Соно А. Синева небес. Пер. с яп., вступ. ст. Т. Бреславец. — СПб.: Гиперион, 2006. — С. 448. ISBN 5-89332-121-9                                |